# Brunswick Coup
Brunswick Coup (zagranie z Brunswick) - odmiana przymusu wiedeńskiego opisana po raz pierwszy przez Jose le Dentu w książce Les Donnes Extraordinaires.
|   |                | ♠     | W 6 5  |   |          |
| ♥ | A K D 7 6 4    |       |        |   |          |
| ♦ | -              |       |        |   |          |
| ♣ | A 7 5 2        |       |        |   |          |
| ♠ | 9 8 7 4 2      | NW ES | NW ES  | ♠ | K D      |
| ♥ | 9              | NW ES | NW ES  | ♥ | W 10 5 2 |
| ♦ | 6 5 3          | NW ES | NW ES  | ♦ | 7 4 2    |
| ♣ | W 9 4 3        | NW ES | NW ES  | ♣ | K 10 8 6 |
|   |                | ♠     | A 10 3 |   |          |
| ♥ | 8 3            |       |        |   |          |
| ♦ | A K D W 10 9 8 |       |        |   |          |
| ♣ | D              |       |        |   |          |

S rozgrywa 7BA po wiście dziewiątką pik. Jeżeli kiery dzielą się 3-2, to rozgrywający ma więcej lew niż potrzebuje, jeżeli jednak kiedy nie dzielą się tak dobrze to rozgrywający ma tylko 12 lew. Po wzięciu pierwszej lewy asem karo rozgrywający ściąga wszystkie kara z ręki, wyrzucając ze stołu wszystkie czarne karty włącznie z asem trefl, promując w ten sposób damę trefl w ręce na groźbę. Jeżeli kiery dzielą się dobrze to i tak nie potrzebuje asa trefl aby zrealizować kontrakt, jeżeli jednak kiery dzielą się tak na jak na diagramie, to po zagraniu ostatniego kara obrońca E staje w przymusie trójkolorowym
.